# Doodstraf in Bangladesh
In Bangladesh is de doodstraf de zwaarst mogelijke straf die opgelegd kan worden. De doodstraf wordt anno 2017 nog steeds uitgevoerd. Volgens gegevens van Amnesty International waren eind 2014 ten minste 1.235 mensen ter dood veroordeeld. Het aantal veroordelen tot de doodstraf in 2014 werd door Amnesty International geschat op ten minste 175, waarvan één vrouw. 

## Halsmisdrijven
Volgens het strafrecht van Bangladesh is de doodstraf een straf voor: 
- Moord met verzwarende omstandigheden
- Moord
- Terrorisme met of zonder de dood tot gevolg
- Verkrachting
- (Medeplichtigheid aan) Ontvoering van een kind jonger dan 10 jaar oud met als doel het kind te vermoorden, ernstig te verwonden, seksuele handelingen te verrichten of het kind tot slaaf te maken,
- (Medeplichtigheid aan) Gewapende overvallen waarbij dodelijke slachtoffers zijn gevallen
- Verminken van vrouwen of kinderen met de dood tot gevolg
- Het afleggen van een valse getuigenis waardoor iemand onschuldig ter dood veroordeeld is
- Bezit van grote hoeveelheden drugs
- Verraad
- Spionage
- (Medeplichtigheid aan) muiterij

## Uitvoering
De doodstraf wordt in Bangladesh doorgaans voltrokken door middel van ophanging. De wet staat ook het vuurpeloton toe, maar hiervan is in de recente geschiedenis geen gebruik gemaakt.

## Minderjarigen, vrouwen
Bangladesh kent de mogelijkheid de doodstraf op te leggen aan kinderen van 16 jaar of ouder, maar er zijn geen gevallen bekend dat dit daadwerkelijk gebeurd is. 
Zwangere vrouwen krijgen uitstel van executie. Het Hooggerechtshof kan besluiten de doodstraf van een zwangere vrouw om te zetten in levenslange gevangenisstraf. 